# 曾耿元
曾耿元（Keng-Yuen Tseng），台灣小提琴家。5歲開始習琴，7歲首次登台演出。於1980年代到美國習琴，獲全額獎學金就讀曼哈頓音樂學院，師事Erick Friedman，1983年又隨紐約愛樂首席Glenn Dicterow習琴。1993年，在比利時伊莉莎白女王國際音樂大賽獲得銀牌（第二名）。目前為美國琵琶第音樂學院教授。

## 簡歷
- 1990年：獲俄國柴可夫斯基國際音樂比賽小提琴最佳新作品詮釋獎。
- 1993年：獲比利時伊莉莎白女王國際音樂大賽銀牌(第二名)。